# Triple Crown of Thoroughbred Racing

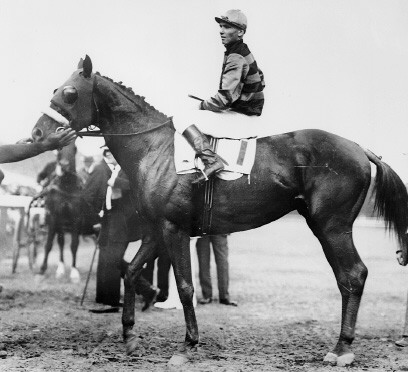
Sir Barton, pierwszy zdobywca Triple Crown, 1919 r.

Triple Crown of Thoroughbred Racing, US Triple Crown (Potrójna Korona) – cykl trzech wyścigów dla koni pełnej krwi angielskiej, odbywający się co roku w Stanach Zjednoczonych. W skład Triple Crown wchodzą gonitwy Kentucky Derby, Preakness Stakes i Belmont Stakes. By koń uzyskał tytuł trójkoronowanego, musi wygrać wszystkie trzy. Udział w tych wyścigach mogą wziąć tylko konie trzyletnie. Cykl rozpoczyna się w pierwszą sobotę maja, a kończy pięć tygodni później.

## Gonitwy wchodzące w skład Triple Crown

### Kentucky Derby
Nazywane jest „Biegiem po róże” ze względu na różany wieniec, który wręcza się zwycięzcy. Wyścig odbywa się na torze Churchill Downs w Louisville w stanie Kentucky na dystansie 2 kilometrów. Po raz pierwszy odbył się w 1875 roku, a pierwszym zwycięzcą Derby był Aristides. Od 1975 roku maksymalna liczba startujących koni wynosi 20. Jest jednym z najbardziej prestiżowych wyścigów w Stanach Zjednoczonych. Obecny rekord czasowy wynosi 1:592⁄5. Został ustanowiony przez Secretariata w 1973 roku.

### Preakness Stakes
Odbywa się dwa tygodnie po Kentucky Derby, w trzecią sobotę maja na torze Pimlico Race Course w Baltimore, Maryland. Dystans wynosi 1,9 kilometra. Pierwsze Preakness Stakes odbyło się w 1873, a zwycięzcą został Survivor. Rekord czasowy wynosi 1:53 i został ustanowiony przez Secretariata w 1973 roku.

### Belmont Stakes
Najcięższa gonitwa, sprawdzian czempionów. Po raz pierwszy miała miejsce w 1867 roku, kiedy wygrała ją klacz Ruthless. Odbywa się na torze Belmont Park w Elmont, Nowy Jork, trzy tygodnie po Preakness Stakes, w pierwszą lub drugą sobotę czerwca. Dystans wynosi 2,4 kilometra. Niedoszli zdobywcy Triple Crown często przegrywają właśnie ten wyścig, głównie ze względu na długi dystans. Rekord czasowy wynosi 2:24 i został ustanowiony przez Secretariata w 1973 roku.

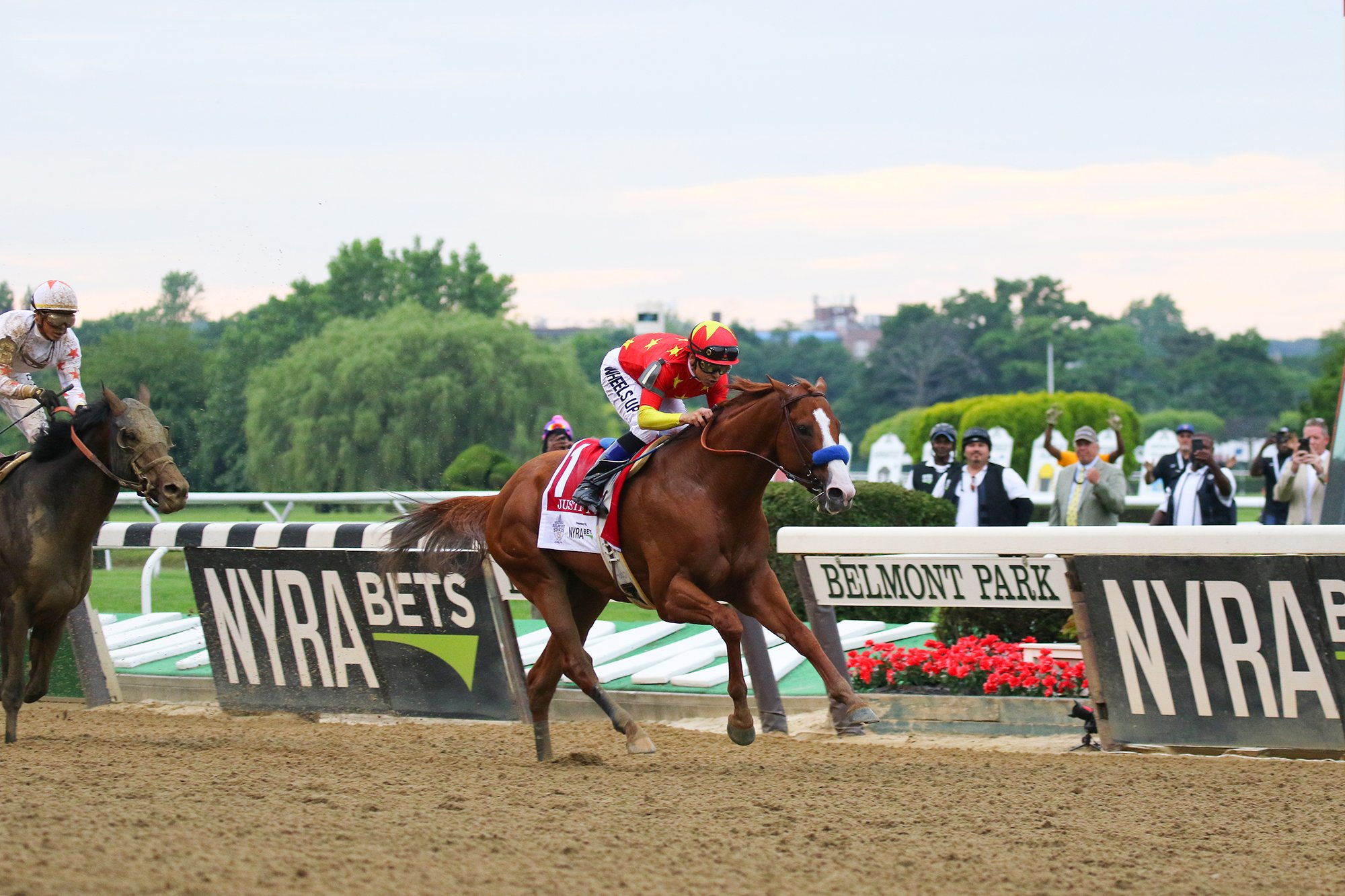
Justify, zdobywca Triple Crown z 2018 roku.

## Zdobywcy Triple Crown[4]
| Rok  | Zwycięzca        | Trener                  | Dżokej                   | Właściciel                                                             |
| ---- | ---------------- | ----------------------- | ------------------------ | ---------------------------------------------------------------------- |
| 1919 | Sir Barton       | H. Guy Bedwell          | Johnny Loftus            | J. K. L. Ross                                                          |
| 1930 | Gallant Fox      | Jim Fitzsimmons         | Earl Sande               | Belair Stud                                                            |
| 1935 | Omaha            | Jim Fitzsimmons         | Willie "Smokey" Saunders | Belair Stud                                                            |
| 1937 | War Admiral      | George Conway           | Charles Kurtsinger       | Samuel D. Riddle                                                       |
| 1941 | Whirlaway        | Ben A. Jones            | Eddie Arcaro             | Calumet Farm                                                           |
| 1943 | Count Fleet      | Don Cameron             | Johnny Longden           | Fannie Hertz                                                           |
| 1946 | Assault          | Max Hirsch              | Warren Mehrtens          | King Ranch                                                             |
| 1948 | Citation         | Horace A. "Jimmy" Jones | Eddie Arcaro             | Calumet Farm                                                           |
| 1973 | Secretariat      | Lucien Laurin           | Ron Turcotte             | Meadow Stable                                                          |
| 1977 | Seattle Slew     | William H. Turner, Jr.  | Jean Cruguet             | Mickey i Karen L. Taylor Tayhill Stable/Jim Hill                       |
| 1978 | Affirmed         | Laz Barrera             | Steve Cauthen            | Harbor View Farm                                                       |
| 2015 | American Pharoah | Bob Baffert             | Victor Espinoza          | Ahmed Zayat                                                            |
| 2018 | Justify          | Bob Baffert             | Mike Smith               | China Horse Club Head of Plains Partners Starlight Racing WinStar Farm |

### Konie, które wygrały Kentucky Derby i Preakness Stakes, ale nie Belmont Stakes[5]
Do 2018 roku 23 konie wygrały pierwsze dwa wyścigi Potrójnej Korony, ale z różnych przyczyn nie udało im się zwyciężyć w ostatniej gonitwie. Są to:
- 1932: Burgoo King. Nie wystartował w Belmont z powodu kulawizny.
- 1936: Bold Venture. Nie wystartował w Belmont z powodu kulawizny.
- 1944: Pensive. Zajął drugie miejsce, pokonany przez Bounding Home.
- 1958: Tim Tam. Dobiegł drugi, 6 długości za Cavan.
- 1961: Carry Back. Zajął siódme miejsce, wyścig wygrał Sherluck.
- 1964: Northern Dancer. Pokonany przez Quadrangle.
- 1966: Kauai King. Pokonany przez Amberoid.
- 1968: Forward Pass. Pokonany przez Stage Door Johnny.
- 1969: Majestic Prince. Pokonany przez Arts and Letters. Przegrał prawdopodobnie z powodu zmęczenia i kulawizny.
- 1971: Cañonero II. Ukończył bieg jako czwarty, prawdopodobnie z powodu urazu kopyta. Wyścig wygrał Pass Catcher.
- 1979: Spectacular Bid. Dobiegł trzeci. Wyścig wygrał Coastal.
- 1981: Pleasant Colony. Zajął trzecie miejsce.
- 1987: Alysheba. Dobiegł czwarty.
- 1989: Sunday Silence. Pokonał go jego największy rywal, Easy Goer.
- 1997: Silver Charm. Pokonał go Touch Gold.
- 1998: Real Quiet. Victory Gallop pokonał go o nos.
- 1999: Charismatic. Dobiegł trzeci za Lemon Drop Kid i Vision and Verse. Po przebiegnięciu przez metę został wstrzymany; okazało się, że Charismatic złamał lewą przednią nogę. Konia udało się wyleczyć i przeszedł na emeryturę.
- 2002: War Emblem. Potknął się przy starcie, niemal upadając na przednie nogi. Dobiegł jako ósmy.
- 2003: Funny Cide. Ukończył bieg jako trzeci, wyścig wygrał Empire Maker.
- 2004: Smarty Jones. Dobiegł drugi za Birdstone.
- 2008: Big Brown. Został wstrzymany w trakcie wyścigu z powodu urazu kopyta. Podobny uraz innego kopyta zakończył jego karierę sportową kilka miesięcy później.
- 2012: I'll Have Another. Dzień przed wyścigiem został wycofany z powodu urazu ścięgna.
- 2014: California Chrome. Dobiegł czwarty. Przyczyniło się do tego zadrapanie nogi, które powstało przy starcie, gdy nadepnął na niego koń Matterhorn.

### Klacze w Triple Crown
Żadna klacz nigdy nie zdobyła amerykańskiej Potrójnej Korony, jednak niektórym udało się wygrać pojedyncze wyścigi.
- 1867: Ruthless, Belmont Stakes[6].
- 1903: Flocarline, Preakness Stakes[7].
- 1905: Tanya, Belmont Stakes[6].
- 1906: Whimsical, Preakness Stakes[7].
- 1915: Rhine Maiden, Preakness Stakes[7].
- 1915: Regret, Kentucky Derby[8]
- 1924: Nellie Morse, Preakness Stakes[7].
- 1980: Genuine Risk, Kentucky Derby[8].
- 1988: Winning Colors, Kentucky Derby[8].
- 2007: Rags to Riches, Belmont Stakes[6].
- 2009: Rachel Alexandra, Preakness Stakes[7][9].
- 2020: Swiss Skydiver, Preakness Stakes[10]

Klacze posiadają własny odpowiednik Triple Crown – Triple Tiarę. Od 2010 roku w jej skład wchodzą Acorn Stakes, Coaching Club American Oaks i Alabama Stakes.